# Interferência de pentano
A interferência de pentano ou interação syn-pentano é o impedimento estérico que experimentam os dois grupos metilo terminais em uma das conformações do n-pentano. As conformações possíveis são combinações das conformações anti e gauche e são: anti-anti, anti-gauche+, gauche+-gauche+, e gauche+-gauche- dos quais o último é especialmente desfavorável energeticamente. Em macromoléculas tais como o polietileno, a interferência de pentano ocorre entre cada quinto átomo de carbono. Em derivados de cicloexano, este tipo de interação é denominado interação diaxial 1,3. A interferência de pentano ajuda a explicar a geometria molecular de muitos compostos químicos.
Por exemplo, em certos adutos aldólicos com grupos arilo 2,6-di-substituídos, a geometria molecular coloca os átomos de hidrogênio vicinais em uma configuração antiperiplanar, tanto na rede cristalina (ver cristalografia de raios X) e em solução prótica normalmente reservada para os grupos mais volumosos (ambos arenos):
O outro fator contribuinte que explica esta conformação é a redução na tensão alílica para minimizar o ângulo diedro entre a ligação dupla do areno e o próton do grupo metino.